# Stenospermation rusbyi
Stenospermation rusbyi är en kallaväxtart som beskrevs av Nicholas Edward Brown. Stenospermation rusbyi ingår i släktet Stenospermation och familjen kallaväxter. Inga underarter finns listade.